# Paraninfo

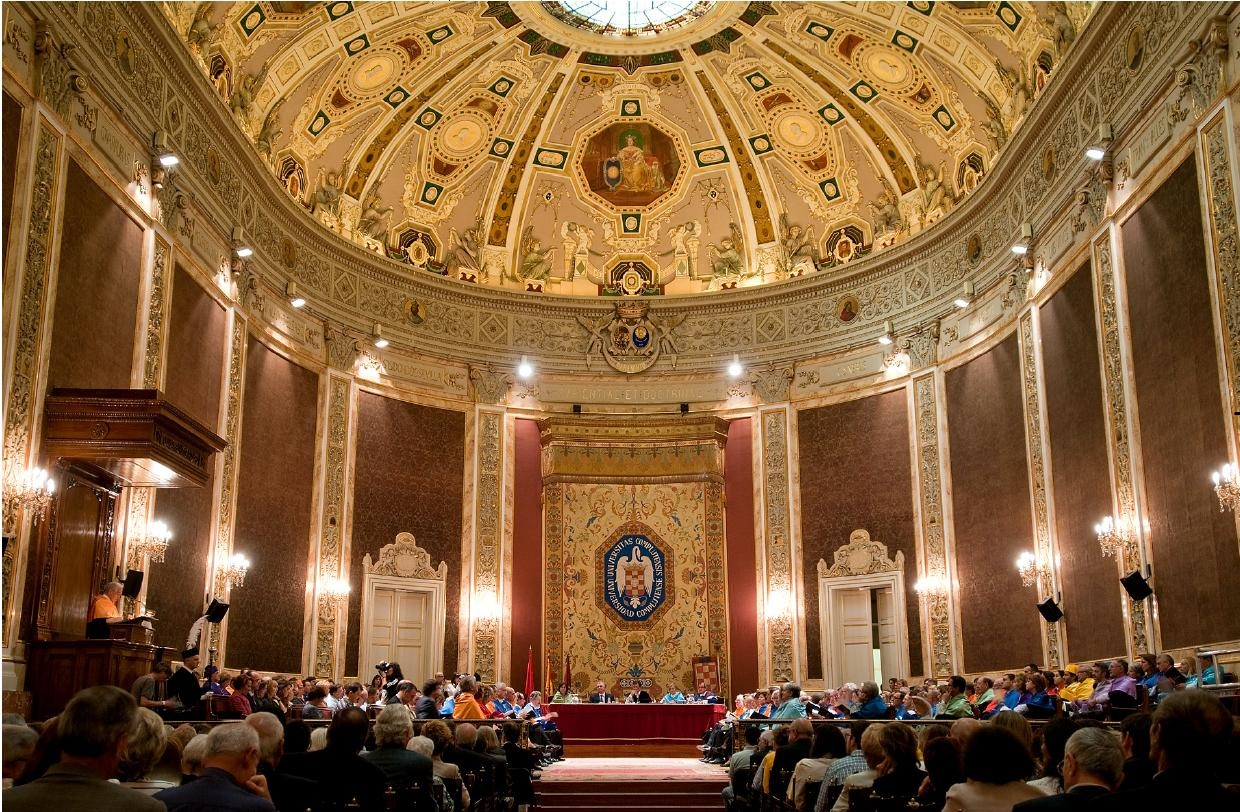
Paraninfo Complutense

Un paraninfo es el salón de actos de una universidad donde tienen lugar acontecimientos importantes, como las ceremonias de investidura de cargos académicos u otros como la apertura del curso, conferencias, lecciones magistrales, etc. Su nombre deriva de la persona que anunciaba el inicio del curso académico y que recibía el mismo apelativo. Etimológicamente, la palabra deriva de la yuxtaposición de dos palabras del idioma griego: παρά, 'al lado de', y νύμφη, 'novia'.

## Otros significados históricos
- En Grecia, el paraninfo era una especie de ministro que en las bodas presidía la función y arreglaba el festín. Estaba encargado especialmente de la guardia del lecho nupcial.
- En Roma se daba este nombre a cada uno de los tres mancebos que conducían a la novia a casa de su esposo. Uno de ellos iba delante con una antorcha en la mano y los otros dos sostenían a la desposada.
- Entre los hebreos, el paraninfo era el amigo íntimo del esposo que hacía los honores de la boda y conducía a la esposa a casa del esposo.
- Su significado más reciente ha sido el de padrino de bodas o, en términos generales, el que anunciaba alguna felicidad.